# Eleições parlamentares europeias de 2019 (Reino Unido)
As eleições parlamentares europeias de 2019 no Reino Unido foram realizadas a 23 de maio e serviram para eleger os 73 deputados nacionais para o Parlamento Europeu.
Inicialmente, as eleições não estavam planeadas pois a saída do Reino Unido da União Europeia ficou marcada para 29 de março de 2019. Após sucessivos falhanços em aprovar um acordo para a saída, o governo britânico e o Conselho Europeu concordaram em prolongar o prazo para a concretização do Brexit até 31 de outubro de 2019. Apesar disto, o governo britânico comprometeu-se em tentar sair antes de 22 de maio de forma a evitar a realização das eleições. A 7 de maio, o governo do Reino Unido anunciou que as eleições europeias iriam ser realizadas, embora se tenha comprometido em sair antes de 2 de julho, data que os deputados europeus tomam posse para o período 2019-2024, de forma a evitar que os deputados britânicos tomem os seus lugares no Parlamento Europeu.
Apesar deste compromisso, é incerto o período de tempo que os deputados eleitos pelo Reino Unido irão ficar no Parlamento Europeu. Como seria de esperar, o grande tema destas eleições é o Brexit.

## Composição 2014-2019 (Final do Mandato)

### Partidos Nacionais
| Partido       | Partido                          | Deputados | Grupo                                             |
| ------------- | -------------------------------- | --------- | ------------------------------------------------- |
|               | Partido Trabalhista              | 18 / 73   | Aliança Progressista dos Socialistas e Democratas |
|               | Partido Conservador              | 18 / 73   | Reformistas e Conservadores Europeus              |
|               | Partido Brexit                   | 14 / 73   | Europa da Liberdade e da Democracia Directa       |
|               | UKIP                             | 3 / 73    | Europa das Nações e das Liberdades                |
| Não-Inscritos | UKIP                             | 3 / 73    |                                                   |
|               | Partido Verde                    | 3 / 73    | Grupo dos Verdes/Aliança Livre Europeia           |
|               | Partido Nacional Escocês         | 2 / 73    | Grupo dos Verdes/Aliança Livre Europeia           |
|               | Change UK - O Grupo Independente | 2 / 73    | Grupo do Partido Popular Europeu                  |
|               | Liberal Democratas               | 1 / 73    | Aliança dos Liberais e Democratas pela Europa     |
|               | Sinn Féin                        | 1 / 73    | Esquerda Unitária Europeia/Esquerda Nórdica Verde |
|               | Partido Democrático Unionista    | 1 / 73    | Não-Inscritos                                     |
|               | Plaid Cymru                      | 1 / 73    | Grupo dos Verdes/Aliança Livre Europeia           |
|               | Partido Unionista do Ulster      | 1 / 73    | Reformistas e Conservadores Europeus              |
|               | Partido Social-Democrata         | 1 / 73    | Europa da Liberdade e da Democracia Directa       |
|               | Independentes                    | 4 / 73    |                                                   |
|               | Lugares Vagos                    | 2 / 73    |                                                   |

### Grupos Parlamentares
| Grupo | Grupo                                             | Deputados |
| ----- | ------------------------------------------------- | --------- |
|       | Reformistas e Conservadores Europeus              | 19 / 73   |
|       | Aliança Progressista dos Socialistas e Democratas | 18 / 73   |
|       | Europa da Liberdade e da Democracia Directa       | 17 / 73   |
|       | Grupo dos Verdes/Aliança Livre Europeia           | 6 / 73    |
|       | Europa das Nações e das Liberdades                | 3 / 73    |
|       | Não-Inscritos                                     | 3 / 73    |
|       | Grupo do Partido Popular Europeu                  | 2 / 73    |
|       | Aliança dos Liberais e Democratas pela Europa     | 1 / 73    |
|       | Esquerda Unitária Europeia/Esquerda Nórdica Verde | 1 / 73    |
|       | Lugares Vagos                                     | 2 / 73    |

## Posição em relação ao Brexit
| Partido | Partido                       | Posição no Brexito | Acordo de Saída | Detalhas |
| ------- | ----------------------------- | ------------------ | --------------- | --- |
|         | Partido Brexit                | Pró-Brexit         | Contra          | A favor do Brexit, sendo contra uma união aduaneira ou integração no Mercado Único. |
|         | Change UK                     | Anti-Brexit        | Contra          | A favor de um segundo referendo. |
|         | Partido Conservador           | Pró-Brexit         | A favor         | A favor de uma saída da UE negociada, apoiando o acordo pactado por Theresa May. |
|         | Partido Democrático Unionista | Pró-Brexit         | Contra          | Preocupado com a posição da Irlanda do Norte dentro do Reino Unido com a solução encontrada pelo governo britânica para o problema da fronteira irlandesa.                                    |
|         | Partido Verde                 | Anti-Brexit        | Contra          | A favor de um segundo referendo. |
|         | Partido Trabalhista           | Pró-Brexit         | Contra          | Propõe uma união aduaneira com a UE, mas caso tal não seja conseguido ou eleições gerais não serem realizadas, apoiará um segundo referendo.                                                  |
|         | Liberal Democratas            | Anti-Brexit        | Contra          | A favor de um segundo referendo, apoiando explicitamente a manutenção do Reino Unido na UE.                                                                                                   |
|         | Plaid Cymru                   | Anti-Brexit        | Contra          | A favor de se manter no Mercado Único Europeu. Apoia um segundo referendo, bem como um possível referendo sobre a Independência do País de Gales caso não haja um segundo referendo.          |
|         | Partido Nacional Escocês      | Anti-Brexit        | Contra          | Opõe-se a qualquer acordo que não permita à Escócia manter-se no Mercado Comum Europeu. Apoia um segundo referendo, bem como uma Escócia independente dentro da UE.                           |
|         | Sinn Féin                     | Anti-Brexit        | A favor         | Apoia um "estatuto especial designado" para a Irlanda do Norte, com toda a Irlanda a manter-se na UE. A favor de um referendo sobre a reunificação da Irlanda caso haja um Brexit sem acordo. |
|         | UKIP                          | Pró-Brexit         | Contra          | Apoia um Brexit sem qualquer acordo. |
|         | Partido Unionista do Ulster   | Pró-Brexit         | Contra          | Preocupado com a solução acordada pelo governo britânico sobre a fronteira irlandesa. |

## Partidos Concorrentes
Os principais partidos concorrentes são os seguintes:
| Partidos | Partidos                                          | Cabeça de Lista  | Afiliação europeia                                       |
| -------- | ------------------------------------------------- | ---------------- | -------------------------------------------------------- |
|          | UKIP                                              | Gerard Batten    |                                                          |
|          | Partido Trabalhista - Partido Trabalhista Escocês |                  | Partido Socialista Europeu                               |
|          | Partido Conservador                               |                  | Aliança dos Reformistas e Conservadores Europeus         |
|          | Partido Verde                                     |                  | Partido Verde Europeu                                    |
|          | Liberal Democratas                                |                  | Partido da Aliança dos Liberais e Democratas pela Europa |
|          | Partido Nacional Escocês                          | Alyn Smith       | Aliança Livre Europeia                                   |
|          | Sinn Féin                                         | Martina Anderson |                                                          |
|          | Partido Unionista Democrático                     | Diane Dodds      |                                                          |
|          | Plaid Cymru                                       | Jill Evans       | Aliança Livre Europeia                                   |
|          | Partido Unionista do Ulster                       | Danny Kennedy    | Aliança dos Reformistas e Conservadores Europeus         |
|          | Partido Brexit                                    | Nigel Farage     |                                                          |
|          | Change UK - O Grupo Independente - Renew          |                  |                                                          |

## Resultados Oficiais
| Partidos                | Partidos                         | Votos      | %               | +/-     | Deputados | +/-     |
| ----------------------- | -------------------------------- | ---------- | --------------- | ------- | --------- | ------- |
|                         | Partido Brexit                   | 5 248 533  | 30,52 / 100,00  | Novo    | 29 / 73   | Novo    |
|                         | Liberal Democratas               | 3 367 284  | 19,58 / 100,00  | 12,97   | 16 / 73   | 15      |
|                         | Partido Trabalhista              | 2 347 255  | 13,65 / 100,00  | 10,78   | 10 / 73   | 10      |
|                         | Partido Verde                    | 1 881 306  | 10,94 / 100,00  | 4,03    | 7 / 73    | 4       |
|                         | Partido Conservador              | 1 512 809  | 8,80 / 100,00   | 14,25   | 4 / 73    | 15      |
|                         | Partido Nacional Escocês         | 594 553    | 3,46 / 100,00   | 1,09    | 3 / 73    | 1       |
|                         | Change UK - O Grupo Independente | 571 846    | 3,32 / 100,00   | Novo    | 0 / 73    | Novo    |
|                         | UKIP                             | 554 463    | 3,22 / 100,00   | 23,38   | 0 / 73    | 24      |
|                         | Plaid Cymru                      | 163 928    | 0,95 / 100,00   | 0,27    | 1 / 73    | Estável |
|                         | Sinn Féin                        | 126 951    | 0,74 / 100,00   | 0,23    | 1 / 73    | Estável |
|                         | Partido Unionista Democrático    | 124 991    | 0,73 / 100,00   | 0,07    | 1 / 73    | Estável |
|                         | Partido da Aliança               | 105 928    | 0,62 / 100,00   | 0,35    | 1 / 73    | 1       |
|                         | Outros                           | 600 516    | 3,49 / 100,00   |         | 0 / 73    |         |
| Votos Inválidos         | Votos Inválidos                  |            | 100,00 / 100,00 |         |           |         |
| Total                   | Total                            | 17 199 701 | 100,00 / 100,00 |         | 73 / 73   |         |
| Eleitorado/Participação | Eleitorado/Participação          |            | 100,00 / 100,00 | Aumento |           |         |
| Fonte                   | Fonte                            | [ 30 ]     | [ 30 ]          | [ 30 ]  | [ 30 ]    | [ 30 ]  |

## Resultados por Círculos Eleitorais
| Distrito               | %      | D      | %    | D  | %    | D   | %    | D    | %    | D   | %    | D   | %    | V  | %    | D  | %    | D   | %    | D    | D  |
| Distrito               | BREXIT | BREXIT | LD   | LD | LAB  | LAB | GPEW | GPEW | CON  | CON | SNP  | SNP | PC   | PC | SF   | SF | DUP  | DUP | APNI | APNI | D  |
| ---------------------- | ------ | ------ | ---- | -- | ---- | --- | ---- | ---- | ---- | --- | ---- | --- | ---- | -- | ---- | -- | ---- | --- | ---- | ---- | -- |
| Midlands Oriental      | 38,2   | 3      | 17,2 | 1  | 13,9 | 1   | 10,5 | -    | 10,7 | -   | -    | -   | -    | -  | -    | -  | -    | -   | -    | -    | 5  |
| Leste da Inglaterra    | 37,8   | 3      | 22,6 | 2  | 8,7  | -   | 12,7 | 1    | 10,3 | 1   | -    | -   | -    | -  | -    | -  | -    | -   | -    | -    | 7  |
| Londres                | 17,9   | 2      | 27,2 | 3  | 23,9 | 2   | 12,5 | 1    | 7,8  | -   | -    | -   | -    | -  | -    | -  | -    | -   | -    | -    | 8  |
| Nordeste da Inglaterra | 38,7   | 2      | 16,8 | -  | 19,4 | 1   | 8,1  | -    | 6,8  | -   | -    | -   | -    | -  | -    | -  | -    | -   | -    | -    | 3  |
| Noroeste da Inglaterra | 31,2   | 3      | 17,2 | 2  | 21,9 | 2   | 12,5 | 1    | 7,6  | -   | -    | -   | -    | -  | -    | -  | -    | -   | -    | -    | 8  |
| Sudeste da Inglaterra  | 36,1   | 4      | 25,8 | 3  | 7,3  | 1   | 13,5 | 1    | 10,3 | 1   | -    | -   | -    | -  | -    | -  | -    | -   | -    | -    | 10 |
| Sudoeste da Inglaterra | 36,7   | 3      | 23,1 | 2  | 6,5  | -   | 18,1 | 1    | 8,7  | -   | -    | -   | -    | -  | -    | -  | -    | -   | -    | -    | 6  |
| Midlands Ocidental     | 37,7   | 3      | 16,3 | 1  | 17,0 | 1   | 10,7 | 1    | 10,0 | 1   | -    | -   | -    | -  | -    | -  | -    | -   | -    | -    | 7  |
| Yorkshire e Humber     | 36,5   | 3      | 15,5 | 1  | 16,3 | 1   | 13,0 | 1    | 7,2  | -   | -    | -   | -    | -  | -    | -  | -    | -   | -    | -    | 6  |
| Escócia                | 14,8   | 1      | 13,8 | 1  | 9,3  | -   | 8,2  | -    | 11,6 | 1   | 37,7 | 3   | -    | -  | -    | -  | -    | -   | -    | -    | 6  |
| País de Gales          | 31,3   | 2      | 13,2 | -  | 14,8 | 1   | 6,1  | -    | 6,3  | -   | -    | -   | 22,4 | 1  | -    | -  | -    | -   | -    | -    | 4  |
| Irlanda do Norte       | -      | -      | -    | -  | -    | -   | 2,2  | -    | 0,1  | -   | -    | -   | -    | -  | 22,1 | 1  | 21,8 | 1   | 18,5 | 1    | 3  |
| Reino Unido            | 30,5   | 29     | 19,6 | 16 | 13,7 | 10  | 10,9 | 7    | 8,8  | 4   | 3,5  | 3   | 1,0  | 1  | 0,7  | 1  | 0,7  | 1   | 0,6  | 1    | 73 |

## Composição 2019-2024

### Partidos Nacionais
| Partidos | Partidos                      | Deputados | Grupo                                             |
| -------- | ----------------------------- | --------- | ------------------------------------------------- |
|          | Partido Brexit                | 29 / 73   | Sem grupo                                         |
|          | Liberal Democratas            | 16 / 73   | Renovar Europa                                    |
|          | Partido Trabalhista           | 10 / 73   | Aliança Progressista dos Socialistas e Democratas |
|          | Partido Verde                 | 7 / 73    | Grupo dos Verdes/Aliança Livre Europeia           |
|          | Partido Conservador           | 4 / 73    | Reformistas e Conservadores Europeus              |
|          | Partido Nacional Escocês      | 3 / 73    | Grupo dos Verdes/Aliança Livre Europeia           |
|          | Plaid Cymru                   | 1 / 73    | Grupo dos Verdes/Aliança Livre Europeia           |
|          | Sinn Féin                     | 1 / 73    | Esquerda Unitária Europeia/Esquerda Nórdica Verde |
|          | Partido Unionista Democrático | 1 / 73    | Sem grupo                                         |
|          | Partido da Aliança            | 1 / 73    | Renovar Europa                                    |

### Grupos Parlamentares
| Grupo | Grupo                                             | Deputados |
| ----- | ------------------------------------------------- | --------- |
|       | Sem grupo                                         | 30 / 73   |
|       | Renovar Europa                                    | 17 / 73   |
|       | Grupo dos Verdes/Aliança Livre Europeia           | 11 / 73   |
|       | Aliança Progressista dos Socialistas e Democratas | 10 / 73   |
|       | Reformistas e Conservadores Europeus              | 4 / 73    |
|       | Esquerda Unitária Europeia/Esquerda Nórdica Verde | 1 / 73    |